# Gloriosam Reginam
Gloriosam Reginam (8 de dezembro de 1955) é uma Carta Apostólica do Papa Pio XII ao episcopado polonês, para protestar contra a perseguição da Igreja na Polônia e para comemorar o 300º aniversário de Jasna Góra, o santuário polonês da Virgem Maria. A invencível Mãe de Deus, que zela pela liberdade da Polônia, certamente ajudará.
Gloriosam Reginam começa com uma revisão do apego histórico dos fiéis poloneses à Virgem Maria. Ela, por sua vez, teve o prazer de sempre ajudar o povo polonês. Quanto maiores as dificuldades e perigos, mais óbvia era a ajuda dela. Em 1655, os invasores protestantes da Suécia tomaram facilmente Varsóvia e Cracóvia, deixando Jasna Góra como o último símbolo da liberdade polonesa. Mas o abade do mosteiro, Augustyn Kordecki, não perdeu a coragem e, apelando à Mãe de Deus, inspirou os defensores poloneses a extrema resistência. A maré mudou e a Polônia recuperou sua liberdade. Conseqüentemente, o rei Kasimir nomeou a padroeira da Virgem Maria e rainha da Polônia. O Papa Pio XI criou um dia de festa polonês especial para a Virgem como rainha da Polônia, a ser comemorado em 3 de maio de cada ano. Isso prova, para o Papa Pio, que a virgem pode ser confiável para salvar o povo polonês a qualquer momento. A fé católica é o tesouro mais valioso do povo polonês, uma verdadeira fonte de força em tempos difíceis. Ao longo dos séculos, os poloneses permaneceram leais à Santa Sé Apostólica. Os poloneses suportam os sutis e não tão sutis avanços da propaganda ateísta. 
- - Os poloneses não têm medo de fortes tempestades. Eles mantêm sua calma, firmeza e dignidade, confiando no Deus Altíssimo e Eterno, para quem nada é impossível. Ele domina em pouco tempo e com meios modestos, tudo e todos poderosos e arrogantes.[3]

## Perseguição
Todos os eventos, incluindo os maus experimentados atualmente, estão sujeitos aos planos ocultos de Deus. Para suportar as calamidades atuais, é necessário ser forte na esperança e na fé e viver de forma pública e privada como um reflexo dos ensinamentos do Evangelho. O Papa Pio sugere aos seus leitores que olhem para a poderosa virgem, caso tenham medo. A Mãe mais abençoada nunca abandonará seu povo polonês fiel e amado. O Papa recorda aos seus leitores, que já muitas vezes castigou perseguições religiosas anti-cristãs. A perseguição piorou, não só na Polônia mas também em outros países. Sacerdotes e Bispos são encarcerados na maioria das circunstâncias terríveis, ou estão em prisão domiciliária, incapazes de serem pastoralmente ativos. Religiosos foram forçados a abandonar as suas casas, organizações católicas foram dissolvidas, todos os meios de comunicação católicos fecharam, escolas católicas fecharam ou foram-lhes roubados os seus direitos. 
- - Nós abraçamos paternalmente todos os nossos irmãos e filhos, tão queridos para nós, porque eles sofrem inocentemente pela verdade e pela justiça, e mais uma vez recomendamos a eles e todas as suas intenções com mais fervor ao nosso Senhor Deus, a mais generosa fonte de consolo e eterno recompensas.[4]

Na parte seguinte, o Papa Pio XII critica alguns clérigos poloneses sem nome, por se intrometerem em assuntos que não são da sua conta e por dar sermões e comunicados à imprensa que são enganosos, pois são baseados em princípios errados e falsos ensinamentos. Ele lembra aos leitores que liderou protestos em todo o mundo contra o encarceramento do cardeal Stefan Wyszyński dois anos antes. Muitos países que vivem em liberdade aderiram ao seu protesto. Mas os bispos poloneses ainda estão presos ou mantidos em seus escritórios. A invencível Mãe de Deus que zela pela liberdade da Polônia certamente ajudará. O Papa conclui, é justificável, memorizá-la e agradecê-la pela libertação da ocupação mais terrível. O papa Pio XII conclui sua carta com os melhores votos aos poloneses de todo o mundo e sua bênção apostólica.

## 2
1. ↑  AAS 1956, 73
2. ↑  Gloriosam Reginam 2
3. ↑  Gloriosam Reginam 3
4. 1 2  Gloriosam Reginam 5
5. ↑  Gloriosam Reginam 7